# Friedrich August Brand
Friedrich August Brand (20 de diciembre de 1735 a 9 de octubre de 1806) fue un pintor austriaco
Era hijo de Christian Hilfgott Brand, que nació en Viena. Fue miembro de la Academia Imperial, y murió en Viena en 1806. Pintó varios temas y paisajes históricos, de los que hablaron favorablemente los autores alemanes, y grabó algunas placas, tanto con el grabado a punta seca como con el buril, en cuyo uso fue instruido por Schmutzer. Entre otros trabajos, tenemos los siguientes realizados por él:
- El desayuno; después Torenvliet.
- Una visión cerca Nuisdorf.
- Vista del jardín de Schönbrunn.
- Banditti ataca a Carriage.
- La entrada a la ciudad de Crems.

Entre sus alumnos estuvo el veterano profesor de pintura de paisajes en la Academia de Bellas Artes de Viena, Joseph Mössmer.